# Władimir Pawłow
Władimir Nikołajewicz Pawłow (ros. Владимир Николаевич Павлов, ur. 1915, zm. 1993 w Moskwie) – radziecki dyplomata, tłumacz i wydawca.

## Życiorys
Ukończył studia w Instytucie Energetycznym, od 1939 członek WKP(b), od 1939 do grudnia 1940 I sekretarz Pełnomocnego Przedstawicielstwa ZSRR w Niemczech. Od grudnia 1940 do 1941 kierownik Wydziału Środkowoeuropejskiego Ludowego Komisariatu Spraw Zagranicznych ZSRR, w latach 1941–1947 pomocnik ludowego komisarza/ministra spraw zagranicznych ZSRR Wiaczesława Mołotowa, w 1943 podczas konferencji przywódców Wielkiej Trójki w Teheranie był tłumaczem Stalina i Mołotowa z angielskiego i niemieckiego. W latach 1947–1948 radca Ambasady ZSRR w Wielkiej Brytanii, 1949–1952 kierownik Wydziału II Europejskiego Ministerstwa Spraw Zagranicznych ZSRR, od 14 października 1952 do 14 lutego 1956 zastępca członka KC KPZR. W 1953 ponownie kierownik Wydziału II Europejskiego Ministerstwa Spraw Zagranicznych ZSRR, później Główny Redaktor Wydawnictwa Literatury w Obcych Językach – Wydawnictwa „Progriess”, od 1974 na emeryturze. W lutym 1945 odznaczony Orderem Imperium Brytyjskiego. Pochowany na Cmentarzu Wagańkowskim w Moskwie.